# Chelsea Football Club 1986-1987
Questa voce raccoglie le informazioni riguardanti il Chelsea Football Club nelle competizioni ufficiali della stagione 1986-1987.

## Stagione
Il club londinese termina in quattordicesima posizione il campionato con un totale di tredici vittorie, tredici pari e sedici sconfitte.
Il Chelsea inizia l'FA Cup dal terzo turno, dove pareggia 2-2 contro l'Aston Villa, nel replay lo batte 2-1, nel quarto viene sconfitto 0-1 dal Watford e quindi eliminato.
Il club londinese inizia la Football League Cup dal secondo turno, dove viene battuto 0-1 dallo York City all'andata ma vince 3-0 al ritorno, nel terzo viene battuto 1-2 dal Cardiff City e quindi eliminato.
In Full Members Cup i Blues iniziano dal terzo turno dove battono 2-1 il West Ham United, nei quarti vengono battuti 0-3 dal Blackburn e quindi eliminati.

## Maglie e sponsor
Nella stagione 1986-1987 del Chelsea non è presente il main sponsor, le divise vengono create dal Chelsea stesso ("Chelsea Collection"). La divisa primaria è costituita da maglia blu con colletto a V bordato di bianco come le estremità delle maniche, sono inoltre presenti strisce bianche lungo le spalle, pantaloncini e calzettoni sono blu bordati di bianco. La divisa da trasferta è costituita da maglia verde acqua con colletto a V bordato di beige come le estremità delle maniche, sono inoltre presenti strisce beige lungo le spalle, pantaloncini e calzettoni sono verde acqua bordati di beige.
| Casa | Trasferta |

## Rosa
Rosa e numerazione sono aggiornati al 31 maggio 1987.
| N. |                        | Ruolo | Calciatore        |
| -- | ---------------------- | ----- | ----------------- |
|    | Inghilterra (bandiera) | P     | Steve Francis     |
|    | Galles (bandiera)      | P     | Roger Freestone   |
|    | Scozia (bandiera)      | P     | Leslie Fridge     |
|    | Inghilterra (bandiera) | P     | Tony Godden       |
|    | Galles (bandiera)      | P     | Eddie Niedzwiecki |
|    | Inghilterra (bandiera) | D     | Michael Bodley    |
| 6  | Scozia (bandiera)      | D     | Steve Clarke      |
|    | Irlanda (bandiera)     | D     | John Coady        |
|    | Inghilterra (bandiera) | D     | Keith Dublin      |
|    | Galles (bandiera)      | D     | Gareth Hall       |
|    | Inghilterra (bandiera) | D     | Robert Isaac      |
|    | Inghilterra (bandiera) | D     | Dale Jasper       |
|    | Scozia (bandiera)      | D     | Joe McLaughlin    |
|    | Scozia (bandiera)      | D     | John Millar       |
|    | Inghilterra (bandiera) | D     | Colin Pates       |
|    | Scozia (bandiera)      | D     | Doug Rougvie      |
|    | Inghilterra (bandiera) | D     | Stephen Wicks     |

| N. |                        | Ruolo | Calciatore       |
| -- | ---------------------- | ----- | ---------------- |
|    | Inghilterra (bandiera) | D     | Darren Wood      |
|    | Inghilterra (bandiera) | C     | John Bumstead    |
|    | Inghilterra (bandiera) | C     | Micky Hazard     |
|    | Scozia (bandiera)      | C     | Keith Jones      |
|    | Inghilterra (bandiera) | C     | Colin Lee        |
|    | Scozia (bandiera)      | C     | John McNaught    |
|    | Irlanda (bandiera)     | C     | Jerry Murphy     |
|    | Scozia (bandiera)      | C     | Pat Nevin        |
|    | Inghilterra (bandiera) | C     | Nigel Spackman   |
|    | Scozia (bandiera)      | C     | David Speedie    |
|    | Inghilterra (bandiera) | A     | Kerry Dixon      |
|    | Scozia (bandiera)      | A     | Billy Dodds      |
|    | Scozia (bandiera)      | A     | Gordon Durie     |
|    | Scozia (bandiera)      | A     | Kevin McAllister |
|    | Stati Uniti (bandiera) | A     | Roy Wegerle      |
|    | Inghilterra (bandiera) | A     | Colin West       |

## Calciomercato
| Arrivi | Arrivi        | Arrivi              | Arrivi   |
| R.     | Nome          | da                  | Modalità |
| ------ | ------------- | ------------------- | -------- |
| D      | Steve Clarke  | St. Mirren          | ?        |
| D      | John Coady    | Shamrock Rovers     | ?        |
| D      | John Millar   | Hamilton Academical | ?        |
| C      | John McNaught | Hamilton Academical | ?        |
| D      | Stephen Wicks | QPR                 | ?        |

| Partenze | Partenze       | Partenze         | Partenze |
| R.       | Nome           | a                | Modalità |
| -------- | -------------- | ---------------- | -------- |
| C        | Nigel Spackman | Liverpool        | ?        |
| D        | John Millar    | Northampton Town | ?        |
| D        | Terry Howard   | Leyton Orient    | ?        |
| A        | Paul Canoville | Reading          | ?        |
| D        | Dale Jasper    | Brighton         | ?        |

## Statistiche

### Statistiche di squadra
| Competizione        | Punti | Totale | Totale | Totale | Totale | Totale | Totale |
| Competizione        | Punti | G      | V      | N      | P      | Gf     | Gs     |
| ------------------- | ----- | ------ | ------ | ------ | ------ | ------ | ------ |
| Campionato          | 52    | 42     | 13     | 13     | 16     | 53     | 64     |
| FA Cup              | -     | 3      | 1      | 1      | 1      | 4      | 4      |
| Football League Cup | -     | 3      | 1      | 0      | 2      | 4      | 3      |
| Full Members Cup    | -     | 2      | 1      | 0      | 1      | 2      | 4      |
| Totale              | -     | 50     | 16     | 14     | 20     | 63     | 75     |